# Linett-Automobilfabrik
Die Linett-Automobilfabrik GmbH war ein Händler und Hersteller von Automobilen aus Österreich.

## Unternehmensgeschichte
Der Ingenieur Alfred Raimann gründete am 14. Januar 1921 das Unternehmen in Wien als Autohandel. Im gleichen Jahr begann die Produktion von Automobilen. Der Markenname lautete Linett. Ende 1927 oder 1928 endete die Produktion. Am 31. Januar 1928 erfolgte die Auflösung des Unternehmens. Die Zahl der hergestellten Fahrzeuge blieb gering.

## Fahrzeuge
Das Unternehmen stellte Cyclecars her. Weitere Daten sind nicht bekannt.